# الان اويارزون
الان اويارزون (بالإسبانية: Alain Oyarzun) (27 سبتمبر 1993 بسان سيباستيان في إسبانيا - ) هو لاعب كرة قدم إسباني في مركز الوسط. لعب مع ريال سوسيداد ب وريال سوسيداد ونادي ميرانديس.

## روابط خارجية
- الان اويارزون على موقع قاعدة بيانات كرة القدم.إي يو (الإنجليزية)
- الان اويارزون على موقع Soccerway.com (الإنجليزية)
- الان اويارزون على موقع AS.com (الإسبانية)